# 坪源天后古廟

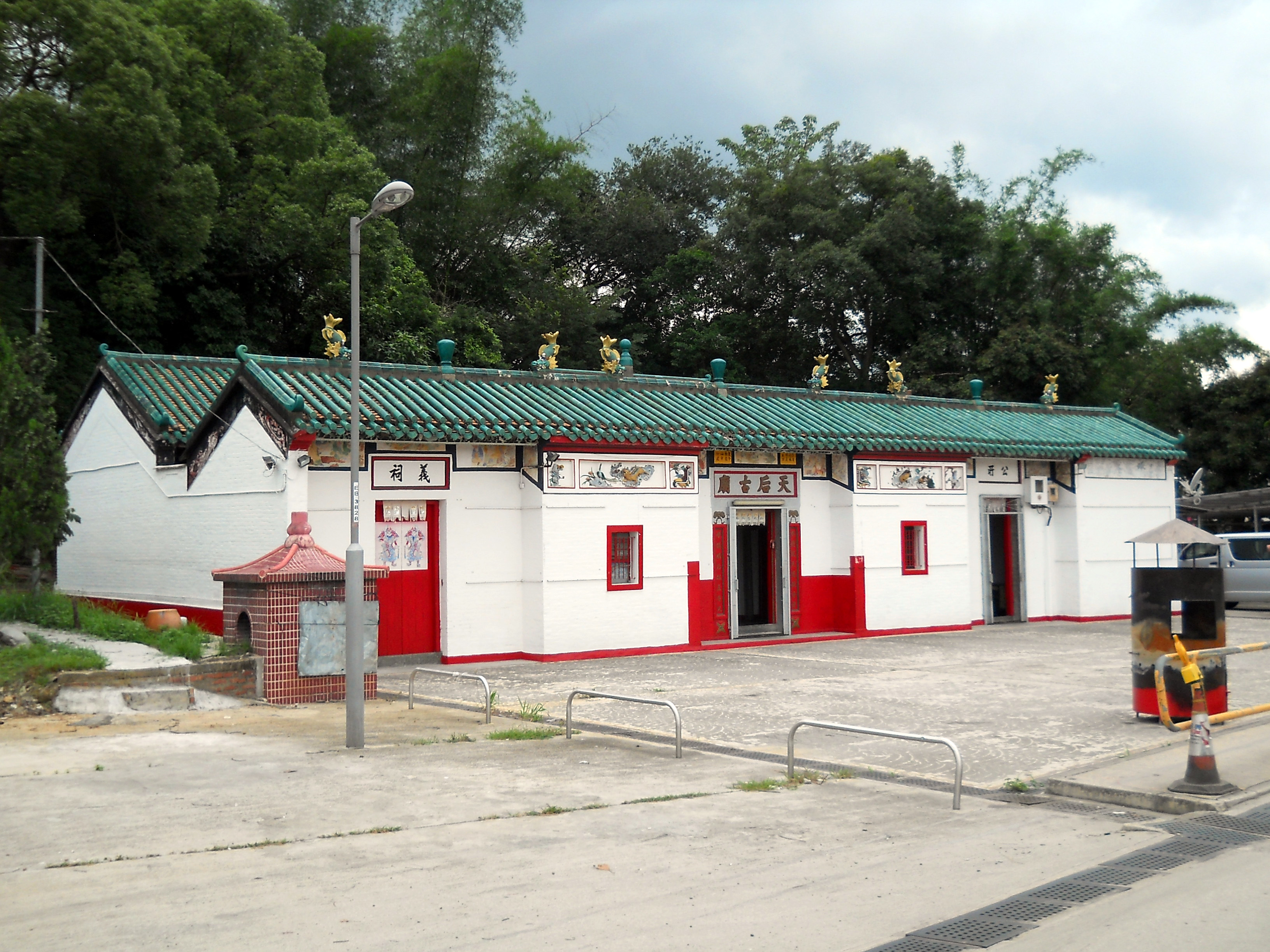
坪源天后古廟

坪源天后古廟是香港新界北區規模最大的一所天后廟，位於打鼓嶺坪輋水流坑。

## 歷史
坪源天后古廟建於清朝乾隆21（1756年），曾經多次重修，最近一次1976年重修。

## 建築
坪源天后古廟屬於3開間兩進設計，中間天井位四則被改建成拜殿。正殿供奉天后娘娘，左偏殿供奉金花夫人，右偏殿則供奉福德正神。此外，坪源天后古廟左右兩旁均有建築物連接，分別是昇平社義祠及坪源公所。
坪源天后古廟內的文物，包括一塊雍正五年（1727年）的造響板，以及一個乾隆二十一年（1756年）的銅鐘。